# Blonde and Beyond
Blonde and Beyond è un album di raccolta del gruppo musicale statunitense Blondie, pubblicato nel 1993.

## Tracce
1. Underground Girl (Frank Infante) - 3:54
2. English Boys (Debbie Harry, Chris Stein) - 3:48
3. Sunday Girl (French Version) (Stein) - 3:02
4. Susie And Jeffrey (Harry, Nigel Harrison) - 4:08
5. Shayla (Stein) - 3:56
6. Denis (Neil Levenson) - 2:17
7. X Offender (Harry, Gary Valentine) - 3:11
8. Poets Problem (Jimmy Destri) - 2:19
9. Scenery (Valentine) - 3:08
10. Picture This (Harry, Stein, Destri) - 2:55
11. Angels on the Balcony (Laura Davis, Destri) - 3:37
12. Once I Had a Love (Harry, Stein) - 3:11
13. I'm Gonna Love You Too (Joe B. Mauldin, Niki Sullivan, Norman Petty) - 2:08
14. Island of Lost Souls (Stein, Harry) - 3:49
15. Call Me (Spanish Version) (Giorgio Moroder, Harry) - 3:31
16. Heart of Glass (Disco Version) (Harry, Stein) - 5:48
17. Ring of Fire (Live) (June Carter, Merle Kilgore) - 3:30
18. Bang a Gong (Get It On) (Live) (Marc Bolan) - 5:22
19. Heroes (Live) (David Bowie, Brian Eno) - 6:28

## Formazione
- Deborah Harry – voce
- Chris Stein – chitarra
- Clem Burke – batteria
- Jimmy Destri – tastiera
- Nigel Harrison – basso
- Frank Infante – chitarra